# Pangani
Pangani (Ruvu) – rzeka w północno-wschodniej części Tanzanii. Źródła na stokach Kilimandżaro. Długość ok. 400 km, kończy się w kanale Pemba Channel. W dolnym biegu, poniżej wodospadów, żeglowna. Większe miasto – Pangani.